# Petite Creuse
Die Petite Creuse ist ein Fluss in Frankreich, der in der Regionen Auvergne-Rhône-Alpes und Nouvelle-Aquitaine verläuft. Sie entspringt im Gemeindegebiet von Treignat, entwässert generell Richtung West und mündet nach rund 95 Kilometern im Gemeindegebiet von Fresselines als rechter Nebenfluss in die Creuse. Auf ihrem Weg durchquert sie die Départements Allier und Creuse, für das sie – gemeinsam mit ihrem Hauptfluss Creuse – als Namensgeber dient.

## Orte am Fluss
- Soumans
- Lavaufranche
- Boussac
- Malleret-Boussac
- Genouillac
- Bonnat
- Chéniers